# Мар'янівка (Сарненський район)
Мар'я́нівка — село в Україні, у Сарненській міській громаді Сарненського району Рівненської області. Населення становить 304 особи.

## Географія
Село розташоване на правому березі річки Горинь.

## Історія
Станом на 1859 рік, у власницькому селі Мар'янівка налічувалося 19 дворів та 117 жителів (57 чоловіків і 60 жінок), усі православні.
У 1906 році село Любиковицької волості Рівненського повіту Волинської губернії. Відстань від повітового міста 132 верст, від волості 2. Дворів 44, мешканців 296.
Відповідно до Розпорядження Кабінету Міністрів України від 12 червня 2020 року № 722-р «Про визначення адміністративних центрів та затвердження територій територіальних громад Рівненської області» увійшло до складу Сарненської міської громади.

## Населення
Згідно з переписом УРСР 1989 року чисельність наявного населення села становила 324 особи, з яких 172 чоловіки та 152 жінки.
За переписом населення України 2001 року в селі мешкало 295 осіб.

### Мова
Розподіл населення за рідною мовою за даними перепису 2001 року:
| Мова       | Відсоток |
| ---------- | -------- |
| українська | 99,67 %  |
| білоруська | 0,33 %   |

## Символіка
Затверджена 19 квітня 2017 р. рішенням № 140 XVIII сесії сільської ради VII скликання. Автори — К. М. Богатов, В. М. Напиткін.

### Герб
У зеленому щиті з срібною хвилястою базою три золотих квітки мальви з чорними серединками, дві і одна більша. У червоній главі, відділеній в три злами, срібний розширений хрест, мурований у вигляді мощеної дороги. Щит вписаний у декоративний картуш і увінчаний золотою сільською короною. Унизу картуша напис «МАР'ЯНІВКА».
Срібна хвиляста база — річка Случ, три квітки мальви, з яких нижня більша — символ легенди про заснування села переселенцями з Любикович, звідкіля перебралася кожна третя родина. Мощений розширений хрест — символ Волині, що водночас вказує на зв'язок села з Любиковичами (одна сільська рада). Корона означає статус населеного пункту.

### Прапор
Квадратне полотнище складається з двох горизонтальних смуг — червоної і зеленої, розділених у три злами — у співвідношенні 1:2. На нижній смузі три жовтих квітки мальви з чорними серединками, дві і одна більша.

## Екологія
Село належить до 3 зони радіоактивного забруднення.

## Постаті
- Гомонець Микола Пилипович (1980—2022) — солдат збройних сил України, учасник російсько-української війни.